# Karl Friedrich Nebenius

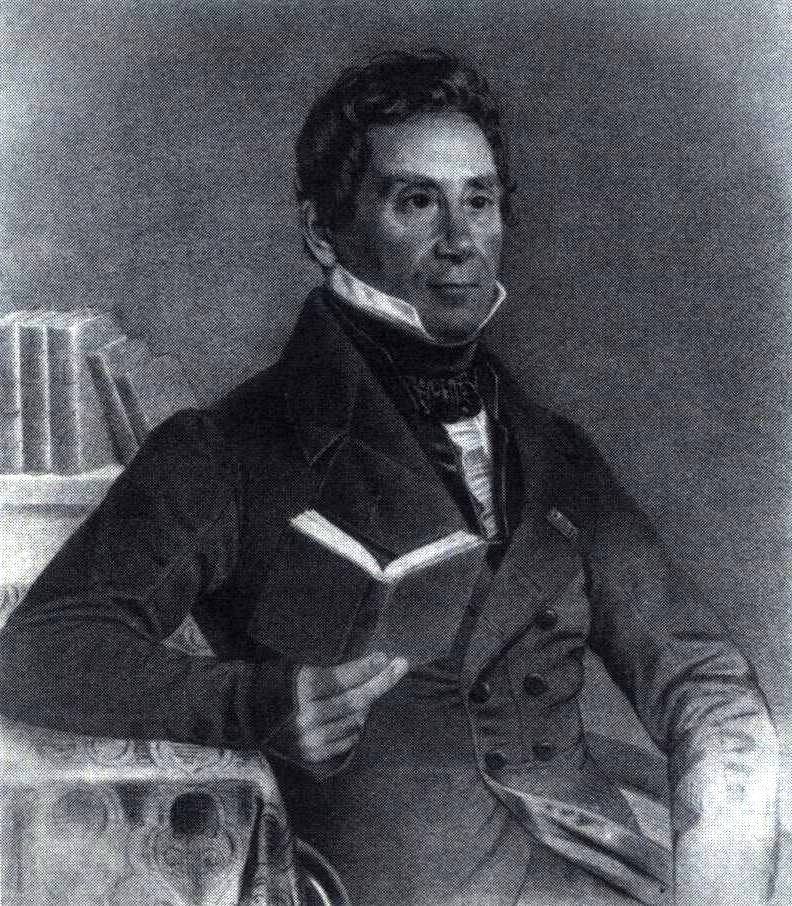
Karl Friedrich Nebenius

Karl Friedrich Nebenius (Rhodt, 29 de setembro de 1784 – Karlsruhe, 8 de junho de 1857) foi um político do Grão-Ducado de Baden e autor de sua constituição de 1818.

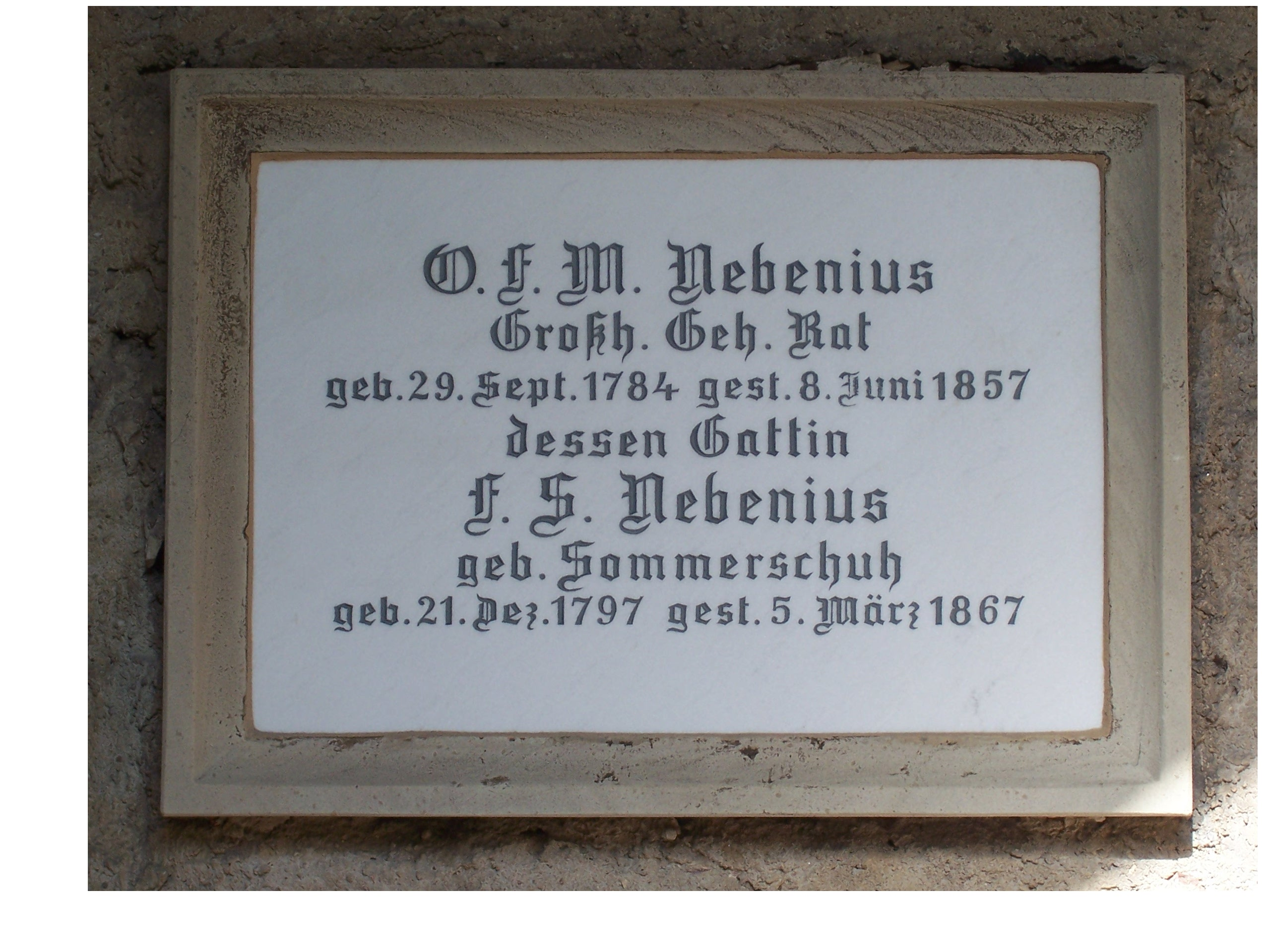
Placa sepulcral no Alter Friedhof Karlsruhe

## Obras
- Denkschrift für den Beitritt Badens zu dem zwischen Preußen, Bayern, Württemberg, den beiden Hessen und mehreren andern deutschen Staaten abgeschlossenen Zollverein, Karlsruhe 1833
- Über die Natur und die Ursachen des öffentlichen Credits, Staatsanleihen, die Tilgung der öffentlichen Schulden, den Handel mit Staatspapieren und die Wechselwirkung zwischen den Creditoperationen der Staaten und dem oekonomischen und politischen Zustande der Länder. The 1st edition is a Rarissimum, the second edition appeared in 1829 at Marx in Karlsruhe.